# Аріадна (імператриця)
Свята Елія Аріадна (лат. Aelia Ariadne; бл. 450 — 515) — візантійська імператриця.

## Життєпис
Походила зі Фракійської династії. Старша донька Льва, військового трибуна, та Елії Веріни. Народилася близько 450 року під час військової служби батька. 457 році Лев стає імператором Східної Римської імперії. Аріадна здобула класичну освіту, про що потурбувалася її мати.
На початку 460-х років планувався шлюб Аріадни з військовиком Ардабурієм Молодшим, але скасовано через зраду останнього. У 466 році вийшла заміж за ісаврійського коміта Тарассікодісса, який невдовзі після цього прийняв ім'я Зенон. У 473 році її сина Льва було оголошено цезарем, тобто спадкоємцем трону. Після смерті батька Аріадни у 474 році Лев стає новим імператором. Фактична влада зосередилася у Зенона, Аріадни і Веріни. Після смерті Льва II Зенон стає імператором, а Аріадна отримала титул Августи.
У 475 році після повалення чоловіка її вуйком Василіском Аріадна залишилася в Константинополі, зберігши титул імператриці. Після відновлення Зенона на троні у 476 році Аріадна знову посіла трон поруч з чоловіком.
У 478 році почала активно інтригувати проти ісаврійського коміта Ілла та намагалася повернути мати із заслання. 479 року влаштувала замах на Ілла, який не вдався. Втім імператор Зенон не покарав дружину, що викликало невдоволення Ілла. До 480 року заколот ісаврів на чолі із Іллом було придушено.
У 491 році після смерті чоловіка вона єдина з родини зберегла титул Августи. Тоді ж військо та сенат обрали сановника Анастасія, права якого на трон були оформлені шлюбом з Аріадною, який відбувся через 40 діб.
За нового імператора Аріадна поступово втратила вплив. Так вона не підтримувала монофізитство чоловіка, зберігши прихильність до православ'я. Померла у 515 році. Похована в церкві Дванадцяти Апостолів. 

## Канонізація
Деякий час мала місцеве шанування в Константинополі. Спомин - 23 серпня.

## Родина
1. Чоловік — Флавій Зенон, візантійський імператор.
Діти:
- Лев (467—474), візантійський імператор

2. Чоловік — Анастасій I, візантійський імператор.